# Guercheville
 Guercheville  ist eine französische Gemeinde mit 272 Einwohnern (Stand 1. Januar 2022) im Département Seine-et-Marne in der Region Île-de-France. Sie gehört zum Arrondissement  Fontainebleau und zum Kanton Fontainebleau.

## Lage
Die Gemeinde liegt im Regionalen Naturpark Gâtinais français.
Nachbargemeinden von Guercheville sind Amponville, Fromont, Burcy, Garentreville, Chevrainvilliers, Verteau und Larchant.

## Bevölkerungsentwicklung
| Jahr      | 1962 | 1968 | 1975 | 1982 | 1990 | 1999 | 2007 |
| Einwohner | 202  | 201  | 175  | 180  | 189  | 233  | 285  |

## Sehenswürdigkeiten
Siehe auch: Liste der Monuments historiques in Guercheville
- Kirche Notre-Dame-de-l’Assomption, erbaut ab dem 12. Jahrhundert (Monument historique)
- Taubenturm, erbaut 1627

## Persönlichkeiten
- Antoinette de Pons (um 1570–1632), souveraine du Canada, comtesse de La Roche-Guyon et marquise de Guercheville, war Ehrendame von Maria de’ Medici und möglicherweise eine Mätresse des französischen Königs Heinrich IV.